# 艾倫·瑞克曼
阿倫·悉尼·派翠克·烈卡文（英語：Alan Sidney Patrick Rickman，1946年2月21日—2016年1月14日），英國男演員及導演。烈卡文以其深沉而慵懶的聲音而聞名，他於倫敦的皇家戲劇藝術學院接受培訓，並成為皇家莎士比亞劇團（RSC）的成員，在不少現代和古典戲劇作品中演出。他在1985年於RSC的舞台製作《危險關係》中飾演凡爾蒙子爵（Vicomte de Valmont），後來於1986年轉到西區劇院，並在1987年轉至百老匯劇院演出後，他獲得了東尼獎最佳戲劇男演員的提名。
烈卡文的首個電影角色是在他獲選在1988年的《虎膽龍威》中飾演反派人物漢斯·格魯伯。後來他於1991年的《羅賓漢：盜賊王子》裡飾演諾丁漢郡長，並憑此獲得英國電影學院獎最佳男配角。他在1991年演出的電影中的主要角色而備受關注，因而首次獲英國電影學院獎最佳男主角的提名，及後他在1995年的《理性與感性》中對布蘭登上校的詮釋和演譯，以及1996年《傲氣蓋天》中的埃蒙·迪·華理拉等配角角色廣受讚譽，並開始受到國際影壇矚目。後來他還因在1999年的《軟硬天使》、《星河救兵》和2005年的《星際快閃黨》中的喜劇角色而聞名。
烈卡文於2001年—2011年這10年間為《哈利波特電影系列》飾演神祕陰沉的賽佛勒斯·石內卜一角而再度廣為人知，期間他還為2003年的《真的戀愛了》、2007年的《魔街理髮師》和2010年的《愛麗絲夢遊仙境》演出了。其最後的電影角色為2015年的《天眼狙擊》及2016年的《愛麗絲夢遊仙境2：穿越魔鏡》。
烈卡文也曾經參與許多舞台劇和音樂劇的演出，他於1978年作為《BBC》的《莎士比亞劇集》的一部分，以《羅密歐與朱麗葉》裡作電視劇的首次演出，飾演泰伯爾特一角。他的突破性角色是來自1982年《BBC》電視改編的《巴切斯特傳》，他於當中飾演俄巴底亞·斯洛佩（Obadiah Slope）。後來他參演了電視電影，在1996年的《魔僧》中飾演主角。
他所演出的角色曾獲《金球獎》、《艾美獎》、《英國電影和電視藝術學院獎》和《美國演員工會獎》的榮譽，獲得眾多獎項的肯定。2009年，《衛報》把他評為從未獲得《奧斯卡金像獎》提名的最佳演員之一。
2016年1月14日，烈卡文因胰臟癌去世，享年69歲。

## 早年生活
阿倫·悉尼·派翠克·烈卡文（英語：Alan Sidney Patrick Rickman）於1946年2月21日出生於倫敦的阿克頓地區，其父親伯納德·威廉·烈卡文（英語：Bernard William Rickman）是一名前二戰飛機裝配工，戰後成為了工廠工人，房屋油漆工和裝修工，而母親瑪格麗特·多琳·羅斯（英語：Margaret Doreen Rose），其娘家姓氏為巴特利特（英語：Bartlett）。生於工人家庭的烈卡文，其父母分別具有愛爾蘭裔和威爾斯裔的移民背景。烈卡文後來於2015年4月說：「我正在跟莎琳·斯皮特里談論成為凱爾特人的事，你們如何互相聞出來，因為我母親的家人是威爾士人。我身上並沒有多少英國血統。」他的父親是個天主教會的信徒，而母親信奉循道宗。他家中有兩個分別名為大衛（David）和米高（Michael）的兄弟，還有一個名叫希拉（Sheila）的妹妹，他在四名兄弟姊妹裡排行第二。
烈卡文在出生時下巴緊繃，有助於他能以深沉的嗓音和慵懶的語調說話，這使他聲名鵲起。烈卡文自己曾說過，一位聲樂教練告訴他，指他有一個「痙攣的軟齶」。他的父親在他八歲的時候因癌症去世，遺下他的母親獨力養育他和三名兄弟姐妹。根據傳記作者莫琳·帕頓（Maureen Paton）的說法，這個家庭被議會重新安置並搬到HM監獄苦艾灌木叢以西的阿克頓村（Acton estate），他的母親在那裡努力透過郵局的工作獨自撫養四個孩子。烈卡文的母親後來於1960年再次結婚，但三年後跟烈卡文的繼父離婚。
烈卡文於16歲的時候遇到他的長期伴侶瑞瑪·赫頓之前，他指自己的第一次暗戀是在10歲的時候，當時他在學校的運動會上愛上了一個名叫阿曼達（Amanda）的女孩。小時候的烈卡文就讀於西阿克頓第一學校，隨後入讀阿克頓的德文特沃特小學（Derwentwater Primary School），當時他擅長於書法及水彩繪畫，其造詣十分出色。後來他透過直接資助系統到倫敦的拉提默中學就讀，期間他取得獎學金並在那裡開始涉足於戲劇演出。中學畢業後，烈卡文從1965年至1968年繼續升讀至車路士藝術與設計學院，並立志成為一位平面設計師。後來他獲得獎學金，從1968年至1970年就讀於皇家藝術學院，期間他獲得皇家藝術學院的獎學金繼續進修。他的訓練讓他成為皇家藝術學院校內雜誌《ARK》、《諾丁山先驅報（Notting Hill Herald）》的平面設計師，他認為這是比表演更穩定的職業；他後來指，「戲劇學校不被認為是18歲的時候所做的明智之舉。」此後，烈卡文成為了英國裡最傑出、最多才多藝的舞台演員及影視演員之一。
畢業後，烈卡文跟幾個朋友開了一家名為「Graphiti」的平面設計工作室，但經過三年的成功經營，他決定要追求表演事業上的專業。因此他寫信要求參與皇家戲劇藝術學院（RADA）的試鏡，隨後他從1972年到1974年於RADA就讀。在那裡，烈卡文開始研讀莎士比亞的作品，並於在校期間曾經贏得幾項戲劇方面的獎項，他還透過替奈傑爾·霍桑爵士和拉爾夫·理查森爵士等知名英國演員擔任梳妝台，從事化妝師的工作來支持自己的生活。在求學階段，烈卡文於RADA接受正式的戲劇和歌唱訓練，也有參與音樂劇的演出。

## 演藝生涯

### 1980年代
烈卡文從皇家戲劇藝術學院（RADA）畢業後，他跟英國話劇團及一些實驗劇團作廣泛的合作，他們在皇家宮廷劇院演出的作品包括了契訶夫的《海鷗》，以及斯努·威爾遜的《草寡婦（The Grass Widow）》，並三度於愛丁堡國際藝術節上出現。1978年，他跟宮廷劇團一起於演出，並得到《羅密歐與茱麗葉》和《橋上的風景》等戲劇中獲得角色。在跟皇家莎士比亞劇團（RSC）合作時，他獲選進入《皆大歡喜》的劇目。他的突破性角色是在1982年的《巴切斯特傳》中，那是《BBC》對特洛勒普的首兩輯《巴切斯特》小說的改編，烈卡文於當中飾演牧師俄巴底亞·斯洛佩（Obadiah Slope）。
1985年，由皇家莎士比亞公司（Royal Shakespeare Company, RSC）製作，由霍華德·戴維斯執導，基斯杜化·咸頓改編自《危險關係》的戲劇中，烈卡文被賦予飾演男主角—凡爾蒙子爵（Vicomte de Valmont）。RSC製作於1986年轉至西區劇院，烈卡文所扮演的角色予人留下了深刻的印象，被評論界和大眾稱為「雅而無情的感情騙子」。該戲劇後來於1987年飄洋過海來到百老匯之後，烈卡文憑著他於戲劇中的出色表現，他首次獲得《托尼獎》及《戲劇桌獎》的提名。
1988年，烈卡文在動作驚悚片《虎膽龍威》中飾演德國恐怖分子頭目漢斯·格魯伯，那是他的第一部劇情電影。跟布斯·韋利士主演的烈卡文，他的演譯為他贏得了好評，並在《AFI百年百大英雄與反派名單》中，位列電影史上第46位的最佳反派人物。烈卡文後來透露自己由於不認為《虎膽龍威》是他想要拍的那種電影，因此他幾乎沒有接下該角色。

### 1990年代
1990年，烈卡文於《捍衛遊俠》中飾演跟湯姆·塞立克（Tom Selleck）對立的澳洲人艾略特·馬斯頓（Elliot Marston）。翌年，烈卡文於凱文·雷諾茲執導，在改編電影《俠盜王子羅賓漢》中飾演諾丁漢郡長，並在片中跟奇雲·高士拿及摩根·費曼演對手戲。《娛樂週刊》稱，雖然羅賓漢「讓評論家和電影觀眾未能留下深刻印象，但烈卡文的興高采烈邪惡惡棍卻成為這個夏季最受關注的演出」。對於他的表現，使他獲得英國電影學院獎最佳男配角。烈卡文於獲獎後稱：「這對我來說是一個健康的提醒，微妙並不是一切。」儘管他在電影中扮演反派角色的能力獲得了媒體的讚譽，然而他對作為反派的分配扮演同一類型角色提出了質疑。在這10年裡，他參演了一系列挑戰媒體認知的角色。
烈卡文很快就踏上了主角之路，例如在1991年的獨立愛情電影《未了陰陽情》中飾演浪漫的主角占美（Jamie）。該電影由安東尼·明格拉執導，事實證明由烈卡文與茱麗葉·史蒂文主演的電影取得了重大的成功。烈卡文獲得了另一項《英國電影學院獎》的提名，並獲得《標準晚報英國電影獎》的最佳男主角，及《倫敦影評人協會年度男演員獎》。對於烈卡文能夠打破電影反派的模式，評論家羅渣·伊拔表示：「這個人是烈卡文，你會在銀幕上看到他，你並且知道自己在某個地方見過，並在電影中一直擾亂你的記憶，卻沒有把他是《虎膽龍威》中的反派聯繫起來。」
幾年後，在李安改編自珍·柯士甸的小說的1995年電影《理智與情感》，烈卡文於當中獲選飾演布蘭登上校。該電影的主演還有愛瑪·湯遜、曉·格蘭特及琦·溫斯莉。湯普森指出，烈卡文能表達那種「其本性的非凡甜美」，就像他在其他電影中演譯過「如此有效的馬基雅維利類型」一樣。由於其表現，烈卡文獲得其第三個英國電影學院獎最佳男配角的提名，以及他的首個《美國演員工會獎》的提名。次年，烈卡文於尼爾·喬丹的時代劇《傲氣蓋天》中飾演埃蒙·迪·華理拉，該片的主演還有里安·納遜、茱莉亞·羅拔絲和斯蒂芬·瑞。烈卡文第四次獲得《英國電影學院獎》的提名。
演而優則導，烈卡文於1995年在倫敦阿爾梅達劇院執導了《冬日訪客》，並於1997年上映了同一戲劇的電影版，由艾瑪·湯普森跟她現實生活中的母親菲莉達·勞主演，烈卡文在當中自編自導並客串演出。1996年，烈卡文在《HBO》的電視傳記片《魔僧》中，飾演「魔僧」拉斯普京。他憑藉該角色，獲得黃金時段艾美獎有限或選集系列最佳男主角、美國演員工會迷你劇或電視電影最佳男主角，和金球獎迷你劇或電視電影最佳男主角。
1997年10月，烈卡文獲英國的《帝國雜誌》評選為「有史以來最出色的100位影星」的第59位，以及「50歲以上在世的最偉大影星」的第19位。同年，由烈卡文在當中自編自導並客串演出的電影版《冬日訪客》上映，該片一舉攬獲了1997年的《芝加哥國際電影節》金雨果獎最佳電影獎、1998年的《克羅魯迪斯獨立電影協會獎》最佳導演的提名、1998年《布魯塞爾國際奇幻影展》的觀眾選擇獎、1999年《捷克獅獎》的最佳外語片...等多項殊榮。烈卡文在1990年代的舞台表演還包括1998年的《安東尼與克麗奧佩托拉》中飾演馬克·安東尼，跟海倫·美蘭飾演的埃及妖后一起演出，該戲劇由皇家國家劇院製作，於1998年10月至12月在倫敦皇家國家劇院的奧利維爾劇場（Olivier Theatre）演出。
在烈卡文作為演員的職業生涯中，他所扮演喜劇角色，包括在1999年的邪典經典科幻電影《星河救兵》中戲仿亞歷山大·戴恩爵士（Sir Alexander Dane）／拉撒路博士（Dr. Lazarus），同片的演員還有提姆·艾倫、薛歌妮·韋花、森·洛維爾及托尼·舍盧卜。洛維爾指烈卡文在「他在確保劇本符合戲劇性的角色方面發揮了重要作用，而且一切背後都有很強的邏輯和理由。」他還在奇雲·史密夫的《軟硬天使》中飾演天使梅塔特隆，以及上帝的聲音。
雖然烈卡文在電影領域取得了極為光輝耀眼的成就，然而烈卡文更鍾情於舞台劇演出，他曾編、導、演過多部知名舞台劇，並多次因為要進行舞台劇演出而推卻眾多出色的電影劇本。

### 2000年代

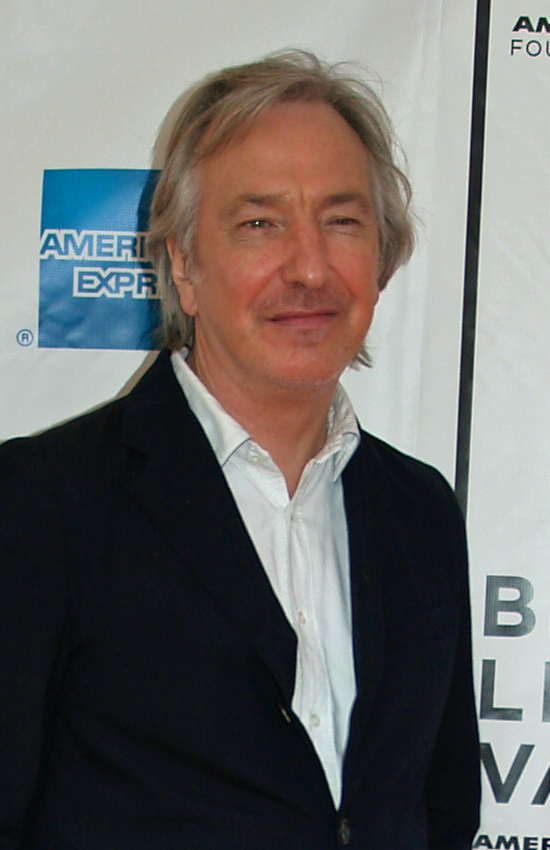
烈卡文出席2007年的翠貝卡電影節。

2000年，烈卡文出現於BBC第一台與維多利亞·伍德的聖誕節特備節目《維多利亞·伍德與所有鑲邊飾物》，烈卡文飾演於滑鐵盧戰役中的一位年邁的上校，他跟密銀·域斯角色被迫解除訂婚的婚約。
2001年，烈卡文首次在《哈利波特：神秘的魔法石》中飾演魔藥大師賽佛勒斯·石內卜，他在整個哈利波特系列電影（2001年 - 2011年）中對其角色有著深沉的刻畫，但在該系列的早期，其角色的動機並不明確（哈利波特：死神的聖物於2007年出版，那時世人才知曉石內卜背景）。
2002年，烈卡文於諾爾·克華德的浪漫喜劇《私生活》的舞台劇上表演。在西區的諾埃爾·科沃德劇院成功演出後，該劇移師至百老匯演出，並於2002年9月結束；他在《羅蘭士·奧利花獎》及《東尼獎》的獲獎作品中，跟《危險關係》中的聯合主演琳賽·鄧肯與導演侯活·戴維斯重聚。同年，烈卡文成為了皇家藝術戲劇學院的副主席。此外，他繼上一次於《托尼獎》獲得最佳男主角的提名後，他於2002年因《私生活》中的角色而再度獲得該獎項的另一次提名。
2003年，烈卡文在閱讀過一位在加沙走廊被以色列推土機壓死的美國行動主義者——若雪·柯利所發表的電子郵件後，烈卡文跟凱瑟琳·維納一起撰寫了《我的名字是雷切爾·科里》的戲劇劇本，此作品是講述一名年僅23歲的美國女孩，她在2003年3月16日被以色列的武装推土機碾斃，這也是他產生了製作該戲劇的動機。烈卡文跟科里一家成為了朋友並贏取得他們的信任，根據是雷切爾·科里的日記和來自加沙（Gaza）的電郵等書信文字進行改編，該劇並由烈卡文執導。該戲劇於2005年4月開幕，烈卡文並於倫敦的皇家宮廷劇院執導了首映式。此戲劇於2006年的《戈爾韋國際藝術節》和《愛丁堡藝術節》中上演，並於同年的3月至6月在倫敦西區的劇場劇院上演。該戲劇受到熱烈的歡迎，烈卡文更憑此獲得《劇迷選擇獎（Theatre Goers' Choice Awards）》的最佳導演。然而到了翌年，它最初轉到紐約劇院工作室的時候，因為由於可能會遭到那些認為它是「反以色列蘇聯共產黨中央委員會宣傳鼓動部」的抵制和抗議而被無限期「推遲」。烈卡文譴責那是「出於恐懼而產生的審查制度」。英國製片人譴責這一決定是審查制度並撤回該劇的演出。東尼·庫許納、哈羅德·品特與雲尼莎·烈姬芙等人批評了無限期推延演出的決定。它最終於外百老匯開放，並於同年10月15日在另一家劇院作首次進行了48場演出。這部單人劇的評論褒貶不一，此後該劇一直在世界各地的場地上演出。儘管此劇在親以色列團體的反應不佳，但它非常受歡迎，尤其是在倫敦。「我從沒想過這部戲會引起如此激烈的爭議」，烈卡文說。他補充指，「很多猶太人支持它。紐約製片人也是個猶太人，我們在每次演出後都進行了討論。以色列人和巴勒斯坦人都參與了討論，劇院裡沒有叫喊聲。人們只是在互相傾聽。」
同年，烈卡文主演了以聖誕節為主題的浪漫喜劇《真的戀愛了》，他飾演愛瑪·湯遜角色的愚蠢丈夫哈利。該電影由李察·寇蒂斯編劇和執導，獲《獨立報》稱為「現代經典」。2005年，他在科幻喜劇《星際快閃黨》中替偏執型機器人馬文配音，該片由馬田·費曼、森·洛維爾和素兒·達莎妮主演。
2004年，烈卡文因在HBO的《天賜良醫》中飾演阿爾弗雷德·布萊洛克醫生的工作而獲得《黃金時段艾美獎》的提名。他還與薛歌妮·韋花及嘉利-安·慕絲一起為2006年的獨立電影《雪花糕療情》演出，以及湯·泰華執導的《香水：一個殺人者的故事》（2006年）。後來，他跟尊尼·特普一起參演廣受好評的添·布頓電影《魔街理髮師》，他在當中擔任杜平法官一角，同片的還有跟他們於《哈利波特》中聯合主演的海倫娜·寶咸·卡特和提莫西·史波。
2007年，烈卡文於黑色喜劇《諾貝爾贖金》中飾演自負的諾貝爾獎獲得者父親。
2009年，烈卡文獲都柏林大學 (愛爾蘭國立大學)及文學和歷史學會授予《詹姆斯·喬伊斯獎》。
2010年10月和11月，烈卡文與琳賽·鄧肯及費歐娜·蕭在都柏林的艾比劇院演出了亨里克·易卜生的《約翰·加布里埃爾·博克曼》的同名角色。《愛爾蘭獨立報》稱烈卡文的表現令人嘆為觀止。

### 2010年代

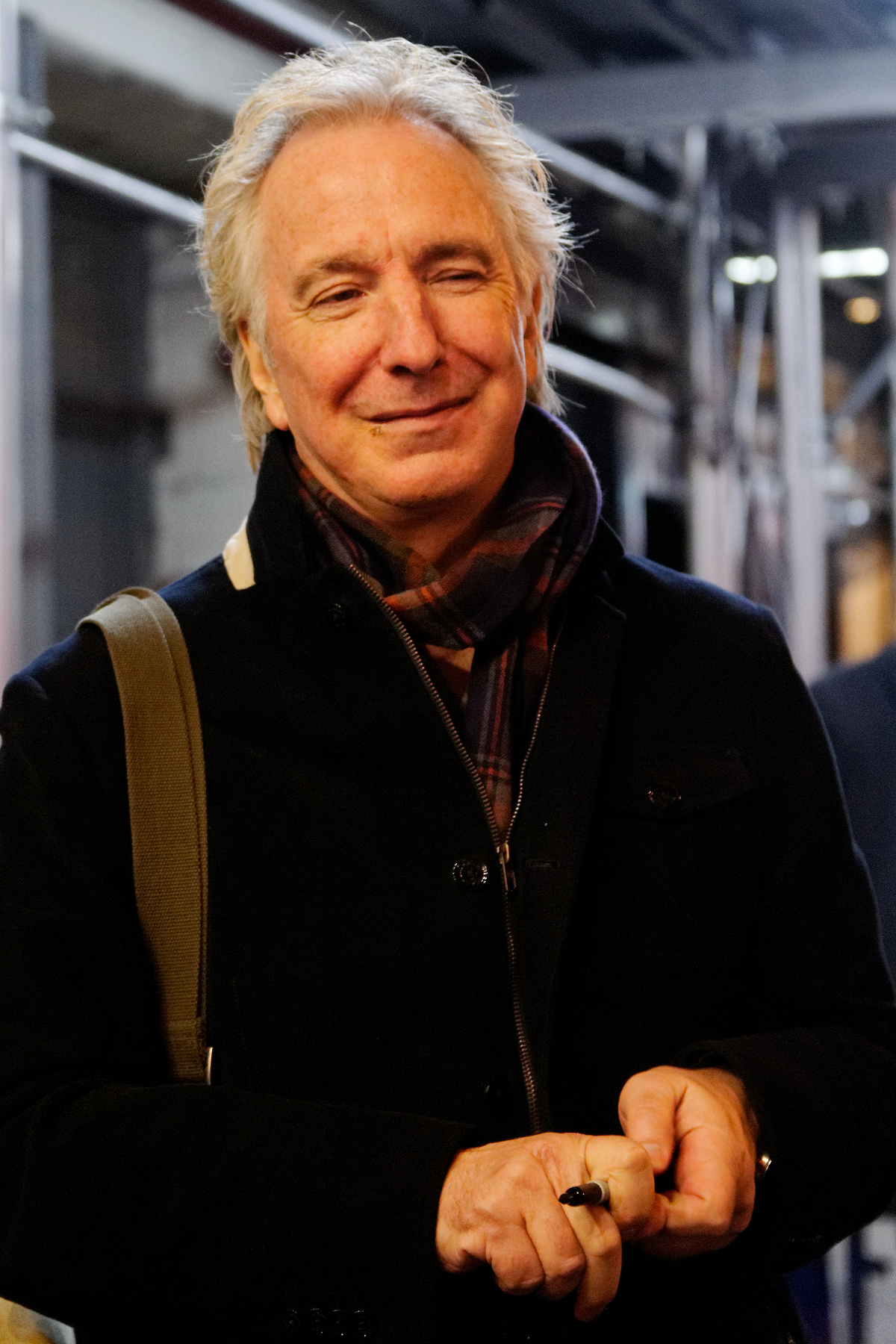
2011年，烈卡文出席於約翰黃金劇院的活動。

2010年，烈卡文跟愛瑪·湯遜一起演出BBC的電視製作《午餐之歌》。同年，他在添·布頓的2010年電影《愛麗絲夢遊仙境》中為智蟲一角獻聲。
烈卡文以賽佛勒斯·石內卜的角色再次出現於《哈利波特》系列電影的最後一部作品——2011年的《死神的聖物2》之中。烈卡文在整個系列中對石內卜的演譯獲得了廣泛的好評。《洛杉磯時報》的肯尼斯·圖蘭指烈卡文「一如既往地給人留下最持久的印象」，而《滾石雜誌》的彼得·崔維斯則稱烈卡文為「崇高在終於讓我們看到了那顆秘密的養育之心......石內卜帶著冷笑把它掩飾。」媒體報導把烈卡文的表現描述為值得提名至奥斯卡最佳男配角。2011年，烈卡文最後一次被看見以石內卜的身份出現於獲得獎項的提名，包括在《第38屆土星獎》以及《尖叫獎2011》。

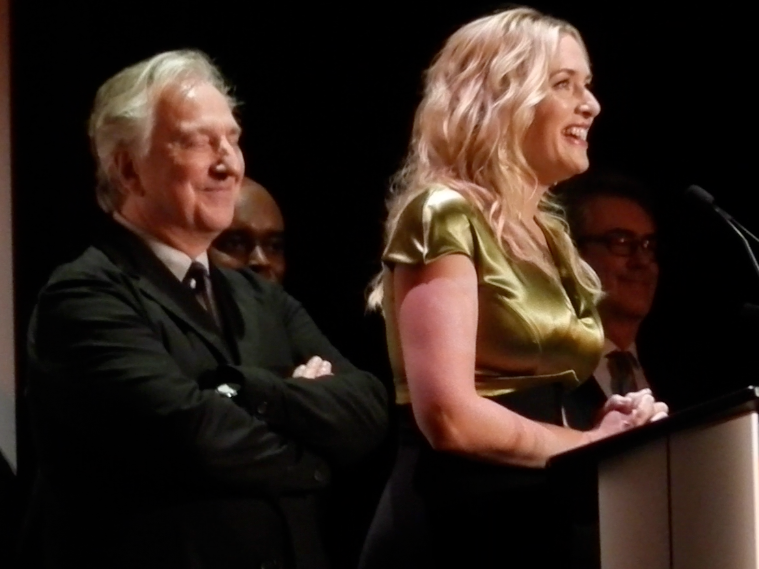
烈卡文跟琦·溫斯莉出席2014年多倫多國際影展。

2011年11月，烈卡文在百老匯的約翰黃金劇院演出杜麗莎·瑞貝克的新戲劇《研討會》開演。然而烈卡文在獲得Broadway.com的《觀眾選擇獎》的「最喜愛戲劇男演員」及得到戲劇聯盟獎的提名後，他於翌年4月份離開了製作。後來烈卡文跟哥連·費夫與金美倫·戴雅絲於2012年米高·荷夫曼的《神偷艷賊》中一起演出，那是1966年神偷艷賊的重製版。
2013年，烈卡文與魯拔·格連特合作《CBGB》的電影中，他飾演東村朋克搖滾樂隊CBGB的創始人喜力·克里斯托。
2014年，烈卡文執導並共同主演了由琦·溫斯莉、詹妮弗·艾莉及史丹利·特治主演的古裝劇情電影《凡爾賽的小風波》。該電影於《2014年多倫多國際影展》上首映。這部電影獲得了褒貶不一的評價，評論家的一致共識寫道：「時尚而出色的演技卻從未發揮其戲劇性的潛力，《凡爾賽的小風波》是由一群才華橫溢的演員們付出令人印象深刻的努力所承擔的。」隨後那年（2015），他演出了基雲活的《天眼狙擊》，同片的演員有海倫·美蘭、亞倫·保羅和巴克哈德·阿卜迪。這是烈卡文最後一次的銀幕表演。這部電影在《2015年多倫多國際影展》上作首映並大獲好評，在《爛番茄》根據175位評論家的意見而給予95%的評分，當中的關鍵共識寫道：「《天眼狙擊》既緊繃又適時，為現代戰時政治驚悚片提供了一種強有力的表演——而且異常理智——旋轉為現代戰時政治驚悚片。」

## 個人生活

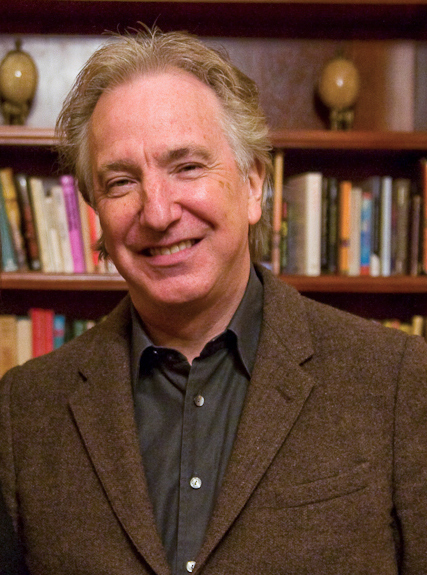
2009年，烈卡文出席哈德遜聯合協會的活動。

1965年，19歲的烈卡文遇上當時18歲的瑞瑪·赫頓，後者於1970年代初成為他的伴侶，後來赫頓於1986-2006年成為了肯辛頓和切爾西倫敦自治市議會的英國工黨議員，以及倫敦金士頓大學的經濟學講師。2015年，烈卡文坦承並證實他們已於2012年在紐約市舉行的私人儀式上結婚。二人從1977年開始便共賦同居，直至烈卡文於2016年去世。這對夫婦膝下並無子女。
烈卡文的兄弟米高是英國保守黨萊斯特郡的區議員，而烈卡文是同為英國演員——湯姆·伯克的教父。
烈卡文是英國研究基金會「Saving Faces」的積極贊助人，和世界表演者支援信託基金（International Performers' Aid Trust, IPAT）的榮譽主席，那是一個致力為世界各地的表演藝術家當中爭取基本的經濟所得和消除貧困的慈善機構。在討論到政治的話題時，烈卡文指自己「生來便是工黨的持牌成員」，是個正牌的黨員。根據烈卡文的日記，他於2008年婉拒了大英帝國的司令（CBE）勳銜。
他去世前最後錄製的短片作品是為了幫助牛津大學的學生為救助兒童會和難民委員會籌集資金和提高人們對難民危機的認識。
烈卡文直到臨終前都是政黨的人物。他最後一次的銀幕演出是跟海倫·美蘭於電影《天眼狙擊》裡出現，他把它描述為「一部關於政府在使用無人機使用方面面臨的道德責任的電影」。

## 媒體形象
1993年，烈卡文於皇家戲劇藝術學院（RADA）當選為理事會成員；隨後，他成為RADA理事會的副主席，也是其藝術顧問、培訓及發展委員會的成員。
1995年，烈卡文獲《帝國雜誌》選為「電影史上100大性感男星」之一（排名第34位），並於1997年10月獲同一雜誌選為「史上首100名影星」榜單的第59位。在2009年及2010年，烈卡文再次獲《帝國雜誌》選為「100大性感男星」，兩次皆被列為50位演員中排名第8位。烈卡文也在《帝國雜誌》評選的「50歲以上最偉大的在世影星」中排名第19位，並兩度獲得百老匯托尼獎「最佳戲劇男演員」的提名：分別是1987年的《危險關係》，以及2002年重現諾爾·克華德的《私生活》。《衛報》把烈卡文命名為「從未獲得奧斯卡獎奧斯卡最佳男主角提名的名單」中的「榮譽獎」。
烈卡文是2002年在專輯《當愛說話》中朗誦莎士比亞之《十四行詩》的眾多表演藝術家之一，他還在蘇格蘭搖滾樂隊德克薩斯題為《需求》的音樂影片佔據重要的位置，該影片於2000年8月在《歐洲MTV》中首播。在該音樂影片中，德州组合的主唱莎琳·斯皮特莉（Sharleen Spiteri）跟烈卡文共舞一曲探戈；斯皮特莉談到了選擇烈卡文演出的原因：「我想必須得有個可以信賴的人扯掉我的外套，把我拉入探戈的節奏，所以我就想到了阿倫·烈卡文！」該音樂錄影帶獲提名至《全英音樂獎（Brit Awards）》的「最佳英國音樂錄影帶」。

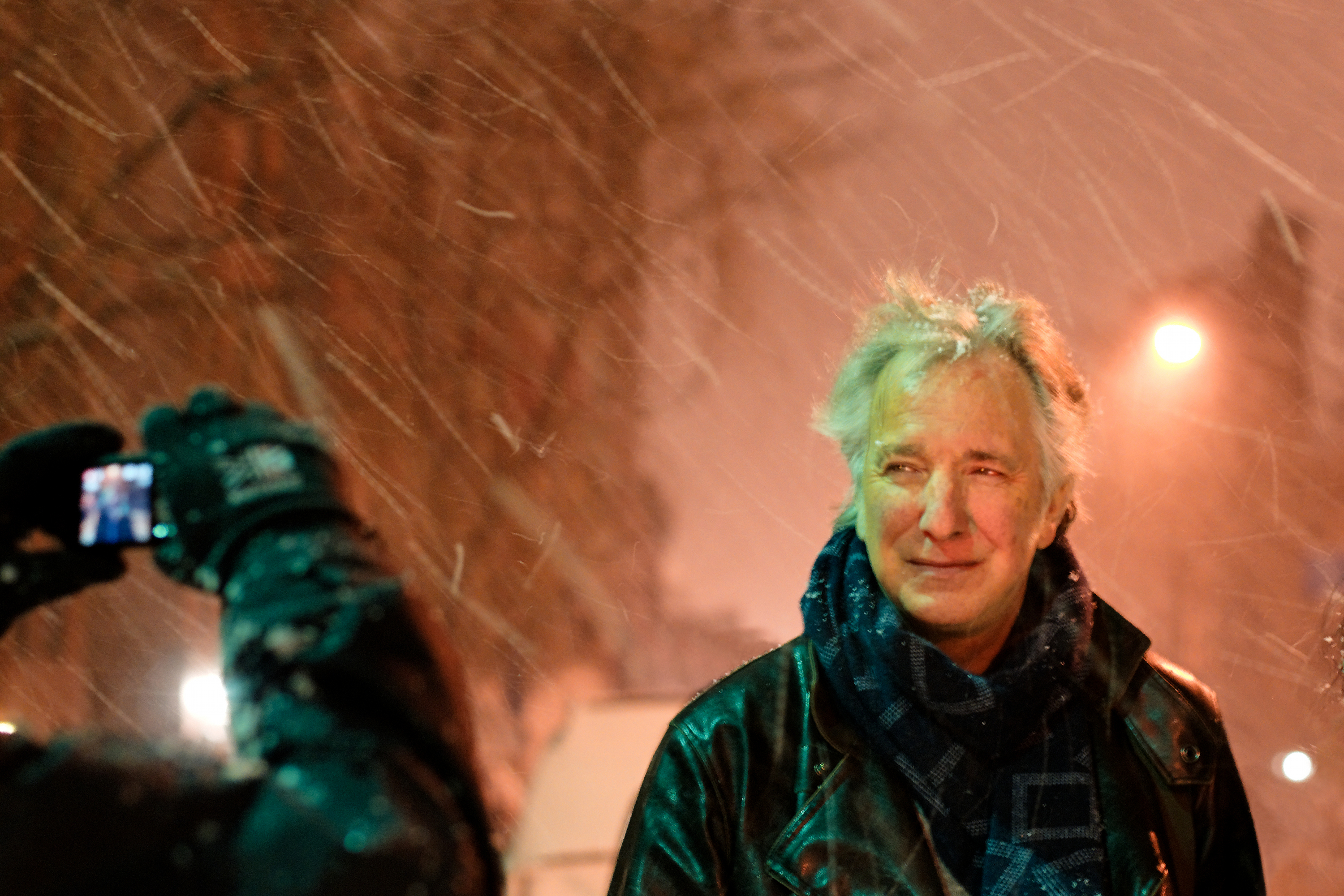
2011年，烈卡文於約翰·加布里埃爾·博克曼的演出之後為粉絲擺姿勢拍照。

兩名分別為語言學家及音響工程師的研究人員發現，根據50個聲音樣本中，烈卡文與謝洛美·艾朗斯兩人的聲音組合會是「完美的（男性）聲音」。《BBC》表示，烈卡文那「宏亮而慵懶的聲線是他的名片——讓隨意對話甚至是台詞的聲音也聽起來是經過深思熟慮和具權威性的」。在他們為GCSE戲劇學習的音域練習中，烈卡文由於其「出色的措辭與發音」因而獲得《BBC》選中。
烈卡文還在不少音樂作品裡出現，當中包括亞當·倫納德創作的一首名為《不是阿倫·烈卡文（Not Alan Rickman）》的歌曲。這位演員在其袖子筆記中把它稱為「散步的玩家（A Strolling Player）」，他於麥克·歐菲爾德的1992年專輯《管鐘II》的曲目《鐘聲（The Bell）》中，他於當中的第一部分結尾處飾演「司儀」的部分並介紹了各種樂器。

## 作品列表

#### 電視
| 年份   | 電影                              | 角色                                    | 備註                                                     |
| ------ | --------------------------------- | --------------------------------------- | -------------------------------------------------------- |
| 1978年 | 羅密歐與茱麗葉                    | 提伯特                                  | BBC電視劇Shakespeare                                     |
| 1980年 | 紅杏出牆（Thérèse Raquin）        | 威代爾（Vidal）                         | 3集                                                      |
| 1980年 | 謝莉                              | 克萊武（Clive）                         | 集數：人間百態（Nowt So Queer）                          |
| 1982年 | 突擊搜查（Busted）                | 西蒙（Simon）                           | 電視電影                                                 |
| 1982年 | 倫敦諜影                          | 布朗洛先生（Mr. Brownlow）              | 1集                                                      |
| 1982年 | 巴切斯特傳                        | 俄巴底亞·斯洛佩（Obadiah Slope）        | 5集                                                      |
| 1985年 | 夏季（Summer Season）             | 克魯普（Croop）                         | 集數：歷史上的遺憾（Pity in History）                    |
| 1985年 | 巔峰女孩                          | 德米特里（Dmitri）／RADA                | 3集                                                      |
| 1989年 | 革命證人（Revolutionary Witness） | 雅克·魯（Jacques Roux）                 | 電視短片                                                 |
| 1989年 | 編劇                              | 伊素·葉斯（Israel Yates）               | 集數：人的靈魂（The Spirit of Man）                      |
| 1993年 | 墜落天使                          | 德懷特·比林斯（Dwight Billings）        | 集數：間接地謀殺（Murder, Obliquely）                    |
| 1996年 | 魔僧                              | 「魔僧」—— 拉斯普京（Grigori Rasputin） | 電視電影                                                 |
| 2000年 | 維多利亞·伍德與所有鑲邊飾物       | 喬治·法倫船長（Captain George Fallon）  | 小品：情節和提案                                         |
| 2002年 | 鄉巴佬希爾一家的幸福生活          | 菲利普國王（King Philip）               | 聲音演出；集數：像女人一樣騎馬比武（Joust Like a Woman） |
| 2004年 | 天賜良醫                          | 阿爾弗雷德·布萊洛克                     | 電視電影                                                 |
| 2010年 | 午餐之歌                          | 他                                      |                                                          |

#### 電影
| 年份   | 電影                                         | 角色                                                                 | 備註                                    |
| ------ | -------------------------------------------- | -------------------------------------------------------------------- | --------------------------------------- |
| 1988年 | 虎膽龍威                                     | 漢斯·格魯伯                                                          | 首次電影演出                            |
| 1989年 | 耀武揚威                                     | 畫家埃德（Ed, the painter）                                          | [ 89 ]                                  |
| 1990年 | 捍衛遊俠                                     | 一個不道德的牧場主人——艾略特·馬斯頓（Elliot Marston）                | [ 90 ]                                  |
| 1991年 | 未了陰陽情                                   | 占美（Jamie）                                                        | [ 87 ]                                  |
| 1991年 | 叛國作家                                     | 審訊者（Interrogator）                                               | [ 91 ]                                  |
| 1991年 | 俠盜王子羅賓漢                               | 諾丁漢郡長                                                           | [ 87 ]                                  |
| 1991年 | 閉上我的眼睛                                 | 辛克萊·布萊恩特（Sinclair Bryant） 娜塔莉的丈夫（Natalie's husband） | [ 92 ]                                  |
| 1992年 | 政治大玩家                                   | 盧卡斯·哈特三世（Lukas Hart III）                                    | [ 93 ]                                  |
| 1994年 | 梅斯梅爾                                     | 弗朗茨·梅斯梅爾                                                      | [ 94 ]                                  |
| 1995年 | 新愛情樂園                                   | P.L. O'Hara                                                          | [ 95 ]                                  |
| 1995年 | 理性與感性                                   | 布蘭登上校                                                           | [ 87 ]                                  |
| 1996年 | 傲氣蓋天                                     | 埃蒙·迪·華理拉                                                       |                                         |
| 1997年 | 冬日訪客                                     | 街上的一個人（不記名）                                               | 導演兼編劇                              |
| 1998年 | 猶大的吻                                     | 偵探大衛·佛里德曼（Detective David Friedman）                        |                                         |
| 1998年 | 惡夜謀殺                                     | 大衛·溫伯格（David Weinberg）                                        |                                         |
| 1999年 | 軟硬天使                                     | 梅塔特隆                                                             | [ 87 ]                                  |
| 1999年 | 星河救兵                                     | 亞歷山大·戴恩（Alexander Dane）                                      | [ 87 ]                                  |
| 2000年 | 小魚歷險記                                   | 祖（Joe）                                                            | 聲音演出                                |
| 2000年 | 劇場                                         | 阿文（Man）                                                          |                                         |
| 2000年 | 哈利波特—神秘的魔法石                        | 賽佛勒斯·石內卜                                                      |                                         |
| 2001年 | 大放異彩                                     | 菲爾·艾倫（Phil Allen）                                              |                                         |
| 2001年 | 尋找約翰·吉辛                                | 約翰·吉辛（John Gissing）                                            |                                         |
| 2002年 | 哈利波特—消失的密室                          | 賽佛勒斯·石內卜                                                      |                                         |
| 2003年 | 真的戀愛了                                   | 哈里（Harry）                                                        |                                         |
| 2004年 | 哈利波特—阿茲卡班的逃犯                      | 賽佛勒斯·石內卜                                                      |                                         |
| 2005年 | 星際快閃黨                                   | 偏執狂機器人馬文                                                     | 配音 改編自著名科幻小說《銀河便車指南》 |
| 2005年 | 哈利波特—火盃的考驗                          | 賽佛勒斯·石內卜                                                      |                                         |
| 2006年 | 香水                                         | 安東萬·李奇（Antoine Richis）                                        |                                         |
| 2006年 | 雪花糕療情                                   | 阿歷克·休斯（Alex Hughes）                                           |                                         |
| 2007   | 我的兒子是諾貝爾獎得主                       | 諾貝爾獎獲得者—伊萊·米高遜（Eli Michaelson）                         |                                         |
| 2007   | 哈利波特—鳳凰會的密令                        | 賽佛勒斯·石內卜                                                      |                                         |
| 2007   | 魔街理髮師                                   | 杜平法官                                                             | 音樂劇電影                              |
| 2008年 | 戀戀酒鄉                                     | 史提芬·斯普瑞爾                                                      |                                         |
| 2009年 | 哈利波特—混血王子的背叛                      | 賽佛勒斯·石內卜                                                      |                                         |
| 2010年 | 哈利波特—死神的聖物 I                        | 賽佛勒斯·石內卜                                                      |                                         |
| 2010年 | 愛麗絲夢遊仙境 (2010年電影)                  | 智蟲                                                                 | 配音                                    |
| 2010年 | 最狂野的夢                                   | 諾埃爾·奧德爾                                                        |                                         |
| 2011年 | 戲劇時代的肖像（Portraits in Dramatic Time） | 他本人                                                               |                                         |
| 2011年 | 哈利波特—死神的聖物 II                       | 賽佛勒斯·石內卜                                                      |                                         |
| 2011年 | 泡沫中的男孩（The Boy in the Bubble）        | 旁白                                                                 | 聲演；短片                              |
| 2012年 | 冤家偷很大                                   | 萊昂內爾·沙班達爾勳爵（Lord Shahbandar）                             |                                         |
| 2013年 | 白宫管家                                     |                                                                      | [ 96 ]                                  |
| 2013年 | 一個承諾                                     | 卡爾·荷夫萬斯特（Karl Hoffmeister）                                  |                                         |
| 2013年 | 塵埃（Dust）                                 | 托德（Todd）                                                         | 短片                                    |
| 2013年 | CBGB                                         | 希爾利·克里斯塔爾                                                    |                                         |
| 2014年 | 小混沌                                       | 路易十四                                                             | 電影導演兼編劇                          |
| 2015   | 天眼狙擊                                     | 弗蘭克·本森中將（Lieutenant General Frank Benson）                   | [ 96 ]                                  |
| 2016   | 愛麗絲夢遊仙境2：穿越魔鏡                    | 智蟲                                                                 | 配音                                    |

#### 戲劇作品
| 年份        | 戲劇                                   | 角色                                           | 演出地點                        |
| ----------- | -------------------------------------- | ---------------------------------------------- | ------------------------------- |
| 1976年      | 夏洛克·福爾摩斯 (戲劇)                 | 夏洛克·福爾摩斯                                | 伯明翰話劇團劇院                |
| 1976-77年   | 那魔鬼是個屁股                         | 維提波爾（Wittipol）                           | 伯明翰話劇團劇院                |
| 1978年      | 愛的徒勞                               | 博耶（Boyet）                                  | 皇家莎士比亞劇團                |
| 1978年      | 艦長之舞（Captain Swing）              | 法誇森（Farquarson）                           | 皇家莎士比亞劇團                |
| 1978年      | 暴風雨（The Tempest）                  | 費迪南德（Ferdinand）                          | 皇家莎士比亞劇團                |
| 1980年      | 託付（Commitments）                    | 不詳                                           | 皇家莎士比亞劇團                |
| 1981年      | 海歐                                   | 阿斯頓先生（Mr. Aston）                        | 皇家宮廷劇院                    |
| 1983年      | 草寡婦（Busted）                       | 丹尼斯（Dennis）                               | 皇家宮廷劇院                    |
| 1983年      | 髒話（Bad Language）                   | 鮑博（Bob）                                    | 皇家宮廷劇院                    |
| 1985年      | 皆大歡喜                               | 雅克（Jaques）                                 | 皇家莎士比亞劇團                |
| 1985年      | 特洛伊羅斯與克瑞西達                   | 阿喀琉斯（Achilles）                           | 皇家莎士比亞劇團                |
| 1985年      | 危險關係                               | 沃爾蒙特子爵（Le Vicomte de Valmont）          | 皇家莎士比亞劇團                |
| 1986年      | 危險關係                               | 沃爾蒙特子爵（Le Vicomte de Valmont）          | 倫敦巴比肯藝術中心              |
| 1986年      | 魔神梅菲斯特                           | 亨德里克·霍夫根（Hendrik Hofgen）              | 巴比肯藝術中心                  |
| 1987年      | 危險關係                               | 沃爾蒙特子爵（Le Vicomte de Valmont）          | 百老匯音樂盒劇院                |
| 1991年      | 冬末探戈（Tango at the End of Winter） | 世（Sei）                                      | 西區皮卡迪利劇院                |
| 1992年      | 哈姆雷特                               | 哈姆雷特（Hamlet）                             | 倫敦河畔劇院                    |
| 1995年      | 冬日訪客                               | 主席（Director）                               | 西區阿爾梅達劇院                |
| 1998年      | 安東尼與克麗奧佩托拉                   | 馬克·安東尼（Mark Antony）                     | 倫敦皇家國家劇院                |
| 2001–2002年 | 私生活                                 | 埃利奧特·塞斯（Elyot Chase）                   | 百老匯理查羅傑斯劇院            |
| 2006年      | 我的名字是雷切爾·科里                  | 導演兼編輯                                     | 紐約百老匯米奈塔·雷恩劇院       |
| 2008年      | 債權人                                 | 導演                                           | 倫敦杜馬劇院                    |
| 2010–2011年 | 約翰·加布里埃爾·博克曼                 | 約翰·加布里埃爾·博克曼（John Gabriel Borkman） | 都柏林艾比劇院 布魯克林音樂學院 |
| 2011–2012年 | 研討會                                 | 李安納（Leonard）                              | 百老匯約翰金劇院                |

## 獎項與提名
| 年份       | 得獎作品／角色           | 得獎作品／角色                           | 頒獎禮／獎項                                                      | 頒獎禮／獎項                         | 結果 |            |      |
| ---------- | ------------------------ | ---------------------------------------- | ----------------------------------------------------------------- | ------------------------------------ | ---- | ---------- | ---- |
| 年份       | 1987                     | 危險關係                                 | 沃爾蒙特子爵 （Le Vicomte de Valmont）                            | 《戲劇桌獎》                         | 結果 | 戲劇男演員 | 提名 |
| 《東尼獎》 | 1987                     | 危險關係                                 | 沃爾蒙特子爵 （Le Vicomte de Valmont）                            | 最佳戲劇男演員                       | 提名 |            |      |
| 1991       | 俠盜王子羅賓漢           | 諾丁漢郡長                               | 《MTV電影獎》                                                     | MTV影視大獎最佳反派                  | 提名 |            |      |
| 1992       | 俠盜王子羅賓漢           | 諾丁漢郡長                               | 《英國電影學院獎》                                                | 最佳男配角                           | 獲獎 |            |      |
| 1992       | 俠盜王子羅賓漢           | 諾丁漢郡長                               | 《土星獎》                                                        | 最佳電影男配角                       | 獲獎 |            |      |
| 1992       | 未了陰陽情               | 占美（Jamie）                            | 《英國電影學院獎》                                                | 最佳男主角                           | 提名 |            |      |
| 1994       | 梅斯梅爾                 | 弗朗茨·梅斯梅爾                          | 《蒙特利爾世界電影節》                                            | 最佳男主角                           | 獲獎 |            |      |
| 1995       | 理性與感性               | 布蘭登上校                               | 《美國演員工會獎》                                                | 最佳電影演員獎                       | 提名 |            |      |
| 1996       | 理性與感性               | 布蘭登上校                               | 《英國電影學院獎》                                                | 最佳男主角                           | 提名 |            |      |
| 1996       | 魔僧（電視電影）         | 「魔僧」—— 拉斯普京 （Grigori Rasputin） | 《金球獎》                                                        | 迷你劇或電視電影最佳男主角           | 獲獎 |            |      |
| 1996       | 魔僧（電視電影）         | 「魔僧」—— 拉斯普京 （Grigori Rasputin） | 《黃金時段艾美獎》                                                | 有限或選集系列或電影中的傑出男主角   | 獲獎 |            |      |
| 1996       | 魔僧（電視電影）         | 「魔僧」—— 拉斯普京 （Grigori Rasputin） | 《美國演員工會獎》                                                | 迷你劇或電視電影中的男演員傑出表演獎 | 獲獎 |            |      |
| 1996       | 魔僧（電視電影）         | 「魔僧」—— 拉斯普京 （Grigori Rasputin） | 《衛星獎》                                                        | 衛星獎迷你劇或電視電影最佳男演員     | 獲獎 |            |      |
| 1997       | 傲氣蓋天                 | 埃蒙·迪·華理拉                           | 《英國電影學院獎》                                                | 最佳男配角                           | 提名 |            |      |
| 1999       | 軟硬天使                 | 梅塔特隆                                 | 《衛星獎》                                                        | 最佳男配角                           | 提名 |            |      |
| 2000       | 星河救兵                 | 亞歷山大·戴恩 （Alexander Dane）         | 《土星獎》                                                        | 最佳男配角                           | 提名 |            |      |
| 2002       | 私生活                   | 埃利奧特·塞斯 （Elyot Chase）            | 《戲劇桌獎》                                                      | 戲劇男演員                           | 提名 |            |      |
| 2002       | 私生活                   | 埃利奧特·塞斯 （Elyot Chase）            | 《羅蘭士·奧利花獎》                                               | 最佳男主角                           | 提名 |            |      |
| 2002       | 私生活                   | 埃利奧特·塞斯 （Elyot Chase）            | 《東尼獎》                                                        | 最佳戲劇男主角                       | 提名 |            |      |
| 2002       | 哈利波特：消失的密室     | 賽佛勒斯·石內卜                          | 《鳳凰影評人協會獎》 （Phoenix Film Critics Society Awards）      | 影評人選擇大獎最佳整體演出           | 提名 |            |      |
| 2003       | 真的戀愛了               | 哈里（Harry）                            | 《廣播影評人協會獎》 （Broadcast Film Critics Association Award） | 影評人選擇大獎最佳整體演出           | 提名 |            |      |
| 2004       | 真的戀愛了               | 哈里（Harry）                            | 《鳳凰影評人協會獎》 （Phoenix Film Critics Society Awards）      | 最佳表演團隊                         | 提名 |            |      |
| 2004       | 天賜良醫                 | 阿爾弗雷德·布萊洛克                      | 《黃金時段艾美獎》                                                | 有限或選集系列或電影中的傑出男主角   | 提名 |            |      |
| 2004       | 天賜良醫                 | 阿爾弗雷德·布萊洛克                      | 《衛星獎》                                                        | 衛星獎迷你劇或電視電影最佳男演員     | 提名 |            |      |
| 2007       | 魔街理髮師               | 杜平法官                                 | 《廣播影評人協會獎》 （Broadcast Film Critics Association Award） | 影評人選擇大獎最佳整體演出           | 提名 |            |      |
| 2008       | 魔街理髮師               | 杜平法官                                 | 《土星獎》                                                        | 最佳男配角                           | 提名 |            |      |
| 2009       | 哈利波特：混血王子的背叛 | 賽佛勒斯·石內卜                          | 《尖叫獎》                                                        | 最佳群戲                             | 獲獎 |            |      |
| 2011       | 哈利波特－死神的聖物2    | 賽佛勒斯·石內卜                          | 《女性電影記者聯盟獎》                                            | 最佳男配角                           | 提名 |            |      |
| 2011       | 哈利波特－死神的聖物2    | 賽佛勒斯·石內卜                          | 《華盛頓特區影評人協會獎》                                        | 最佳選角                             | 提名 |            |      |
| 2011       | 哈利波特－死神的聖物2    | 賽佛勒斯·石內卜                          | 《聖地牙哥影評人協會獎》                                          | 最佳群戲表現                         | 獲獎 |            |      |
| 2011       | 哈利波特－死神的聖物2    | 賽佛勒斯·石內卜                          | 《聖路易斯影評人協會獎》                                          | 最佳男配角                           | 提名 |            |      |
| 2011       | 哈利波特－死神的聖物2    | 賽佛勒斯·石內卜                          | 《MTV電影獎》                                                     | 世界盃最受歡迎《哈利波特》角色描繪獎 | 獲獎 |            |      |
| 2011       | 哈利波特－死神的聖物2    | 賽佛勒斯·石內卜                          | 《人民選擇獎》                                                    | 最喜愛集體電影演員                   | 獲獎 |            |      |
| 2011       | 哈利波特－死神的聖物2    | 賽佛勒斯·石內卜                          | 《尖叫獎》                                                        | 最佳男配角                           | 提名 |            |      |
| 2011       | 哈利波特－死神的聖物2    | 賽佛勒斯·石內卜                          | 《尖叫獎》                                                        | 最佳群戲                             | 提名 |            |      |
| 2012       | 哈利波特－死神的聖物2    | 賽佛勒斯·石內卜                          | 《土星獎》                                                        | 土星獎最佳電影男配角                 | 提名 |            |      |
| 2013       | 白宫管家                 | 朗奴·列根                                | 《美國演員工會獎》                                                | 參演電影的角色                       | 提名 |            |      |

## 疾病與逝世
整個2005年，烈卡文接受了一種入侵性前列腺癌的治療，並最終在2006年1月進行了前列腺切除術。此次手術恰逢《鳳凰會的密令》的的選角，當時他正在考慮是否回歸劇組，但最終決定贊成，並指出：「獲勝的論點是這樣說的：『看透它，這就是你的故事。』」
2015年8月，烈卡文因輕微中風送院，導致進而被診斷為患有胰臟癌。然而他向外隱瞞其患上絕症的事實，只向最親密的知己透露此消息。
2016年1月14日，烈卡文因胰臟癌而在倫敦病逝，享壽69歲。其遺體在2016年2月3日於肯薩綠地的西倫敦火葬場（West London Crematorium）進行火化，其骨灰後來交給其妻子瑞瑪·赫頓。烈卡文的最後兩部電影《天眼狙擊》和《愛麗絲夢遊仙境2：穿越魔鏡》，以及他逝世後製作上映的《英倫謎殺》都有向其致意。

## 遺產
在烈卡文去世後不久，其粉絲們在倫敦國王十字車站的「9¾月台」標誌之下建立了一座紀念碑。烈卡文的去世跟同樣於四天之前去世的英國文化人物大卫·鲍伊相題並論，鲍伊跟烈卡文跟同樣死於癌症和離世日期只相差四天，並且對公眾就其自身癌末的診斷結果隱瞞下來。
自烈卡文去世的消息公布後，不少曾跟他聯合主演與合作的演員，以及跟烈卡文同期的演員和名人都紛紛於社交網站上發布悼念他的說話。由於他的癌症狀況並不是眾所皆知，因此一些近年跟他合作已久的人對此消息表示驚訝，如《哈利波特》系列的作者J.K.羅琳表示：「他是一位極好的演員，更是位很棒的人。」在《哈利波特》系列中的演員，飾演佛地魔一角的賴夫·費恩斯，他寫道：「我不敢相信他就這樣離開了」；曾飾演魯休思·馬份的積遜·艾薩斯寫道：「這糟糕的消息嚇到我了」；飾演鄧不利多一角的米高·甘邦爵士告訴《BBC廣播四台》指他是一個「好棒的朋友」和「真正的劇院和舞台的人」。在該系列的年輕演員中，飾演露娜·羅古德的伊凡娜·林奇表示當她碰到烈卡文所扮演石內卜的時候真的超可怕，但當他不「石內卜化」的時候，他真的非常地和藹可親，他就是如此善良和慷慨；作為榮恩·衛斯理的魯伯特·葛林表示，「就算他已經離開我們了，我還是可以聽到他的聲音。」飾演妙麗·格蘭傑的艾瑪·華森則寫道：「我真的覺得很幸運能夠跟一個這麼特別的人和演員一起工作並相處了這麼長的時光。我真的非常想念我們之間的對話」；而丹尼爾·雷德克里夫則欣賞並感謝烈卡文對他的忠誠與支持，說：「不論我是在英國還是美國演出的舞台劇，我都很確定他有來看我在舞台上所做的一切，其實他不必這樣做。」
在西區劇院的演出讓烈卡文成為明星的戲劇《危險關係》中，他被稱為「英國戲劇界的偉人」。曾經在添·布頓的兩齣電影中跟烈卡文共同主演的尊尼·特普，他評論說：「那個聲音，那個角色，幾乎沒有人是獨一無二的了。他是獨一無二的。」曾跟他多次合作的凱特·溫斯蕾在《倫敦影評人協會獎頒獎典禮》上以熱淚盈眶的演說向他致敬，她憶起烈卡文的溫暖親切與大方，並不斷地懷念他的聲音，她補充說：「還有那個聲音！哦，他的那個聲音。」海倫·米蘭女爵則指他的聲音「可能暗示著像蜂蜜般甜蜜，或是就像藏起來的短匕首一樣狠狠的刺你一刀。」愛瑪·湯遜則這樣說：「他有著讓他成為偉大的藝術家的不妥協態度——他的那無法言喻又憤世嫉俗的機智，他對大多數事物具清晰的見解，他也看透了我...我從他身上學到了很多。」哥連·費夫告訴《荷里活報道》指，作為一名演員，烈卡文一直以來都是他的戲劇導師。《虎膽龍威》的導演約翰·麥提南說，烈卡文是他在銀幕上最為著名的反派角色的對立面，他一直以來都是以反派角色而知名，跟他本人的特質正好相反。伊恩·麦凯伦爵士寫道：「在烈卡文悲傷的臉龐背後，那張臉如同笑起來也一樣美麗，他有著非常活耀的、渴望探求和實現的靈魂，他更是個謙遜但十分有力量的超級英雄。」作家兼導演的奇雲·史密夫在他的播客節目《好萊塢快說（Hollywood Babble On）》中講述了一個關於烈卡文的10分鐘賺人熱淚的故事。烈卡文的家人對各界的「弔唁信息」表示感謝。曾經跟烈卡文於《理性與感性》中合作的導演李安，他在2016年在宣布奧斯卡入圍名單前的15分鐘得知烈卡文逝世的消息，他表示得知這個消息感到十分難過和惋惜，並指「他是個很好的演員，也是個很好的人。」
烈卡文於2022年出版了他從1993年—2015年日記集——《Madly, Deeply: The Diaries of Alan Rickman》(中文譯名《瘋狂與深情：艾倫.瑞克曼日記絮語》)。

## 外部連結
- Alan Rickman在互联网电影资料库（IMDb）上的資料（英文）
- 互聯網百老匯資料庫（IBDB）上Alan Rickman的資料（英文）
- Alan Rickman's Charity Work （页面存档备份，存于）
- Alan Rickman's Fan Site （页面存档备份，存于）
- Alan Rickman地域 （页面存档备份，存于）